# Echyra pruinosa
Echyra pruinosa är en skalbaggsart som beskrevs av Leon Fairmaire 1903. Echyra pruinosa ingår i släktet Echyra och familjen Melolonthidae. Inga underarter finns listade i Catalogue of Life.